# Meunasah Lincah
Meunasah Lincah is een bestuurslaag in het regentschap Bireuen van de provincie Atjeh, Indonesië. Meunasah Lincah telt 229 inwoners (volkstelling 2010).